# Élise Ancion
Élise Ancion (Liegi, 28 agosto 1969) è una sceneggiatrice, costumista e regista teatrale belga, vincitrice di un premio Magritte.

## Biografia
La figura professionale principale è quella di costumista, debuttando a teatro prima e poi al cinema, dove conosce e collabora col marito, il regista e sceneggiatore Bouli Lanners.

## Filmografia parziale

### Costumista
- Ultranova, regia di Bouli Lanners (2005)
- Eldorado Road (Eldorado), regia di Bouli Lanners (2008)
- Kill Me Please, regia di Olias Barco (2010)
- Un'estate da giganti (Les Géants), regia di Bouli Lanners (2011)
- Une place sur la Terre, regia di Fabienne Godet (2013)
- Je suis mort mais j'ai des amis, regia di Guillaume Malandrin e Stéphane Malandrin (2015)
- Les Premiers, les Derniers, regia di Bouli Lanners (2016)
- Raw - Una cruda verità (Grave), regia di Julia Ducournau (2016)
- Marvin (Marvin ou la belle éducation), regia di Anne Fontaine (2017)
- Nessuno deve sapere, regia di Bouli Lanners (2021)

### Sceneggiatrice
- Un'estate da giganti (Les Géants), regia di Bouli Lanners (2011)

## Riconoscimenti
Premio Magritte
- 2012 - Candidatura a migliori costumi per Un'estate da giganti
- 2012 - Candidatura a migliore sceneggiatura per Un'estate da giganti
- 2014 - Candidatura a migliori costumi per Une place sur la Terre
- 2016 - Candidatura a migliori costumi per Je suis mort mais j'ai des amis
- 2017 - Migliori costumi per Les Premiers, les Derniers
- 2018 - Candidatura a migliori costumi per Raw - Una cruda verità
- 2023 - Candidatura a migliori costumi per Nessuno deve sapere